# Bifenthrin
Bifenthrin ist eine chemische Verbindung aus der Gruppe der Pyrethroide.

## Gewinnung und Darstellung
Bifenthrin kann durch Reaktion von Orthoessigsäuretriethylester (Triethylorthoacetat) mit 3-Methyl-2-buten-1-ol, 1,1,1-Trichlor-2,2,2-trifluorethan,  Kalium-tert-butoxid, Thionylchlorid und 2-Methyl-3-hydroxymethyl-biphenyl gewonnen werden.

## Eigenschaften

### Physikalische Eigenschaften
Bifenthrin ist ein weißer Feststoff, der wenig löslich in Wasser ist. Er ist relativ stabil gegenüber Licht und Hydrolyse im pH-Wert-Bereich von 5 bis 9.

### Chemische Eigenschaften
Die Doppelbindung in Bifenthrin ist immer (Z)-konfiguriert, hinsichtlich der absoluten Konfiguration beiden Stereozentren an C-1 und C-3 unterschieden sich die Definitionen in der Literatur. Die CAS-Nummer 82657-04-3 bezieht sich auf ein 1:1-Gemisch der (1R,3R)- und (1S,3S)-Isomere, in der Literatur wird aber auch ein 97:3-Gemisch (cis : trans) mit dem Namen Bifenthrin bezeichnet.
Das (1S)-cis-Bifenthrin ist 3- bis 4-mal giftiger für den Menschen als (1R)-cis-Bifenthrin, während letzteres mehr als 300-mal wirksamer als Pestizid ist.

## Verwendung
Bifenthrin wird als Pflanzenschutzmittel verwendet. Die Wirkung beruht auf der Hemmung der Nervensignalweiterleitung durch Beeinflussung der Natrium-Kanäle.

## Zulassung
Bifenthrin wurde in den USA erstmals 1989 als Insektizid zugelassen. In der EU wurde es 2009 nicht in den Anhang I der Richtlinie 91/414/EWG des Rates aufgenommen und die Zulassung bis spätestens 30. Mai 2011 widerrufen. Grund war ein in Bezug auf die Ökotoxikologie nicht annehmbares Risiko für im Wasser lebende Wirbeltiere und die Ungewissheit über die Auswirkungen der in Fischen festgestellten Bioakkumulation des Wirkstoffs. Ferner zeigten sich hohe Risiken für Säugetiere.
Nachdem der Antragsteller weitere Studien vorgelegt hatte, die die Bedenken gegen die Zulassung entkräften konnten, wurde Bifenthrin schließlich mit Wirkung zum 1. August 2012 in der EU als Pflanzenschutzmittel-Wirkstoff zugelassen. Die Zulassung lief 2019 aus und wurde nicht verlängert. Lieferant für Bifenthrin war die FMC Corporation und die Firma Biesterfeld.
In Deutschland, Österreich und der Schweiz sind keine Pflanzenschutzmittel mit diesem Wirkstoff zugelassen. In der Schweiz wurde die Bewilligung für zwei Produkte (Capito Multi Insektizid und Talstar SC) beendet. Die Ausverkaufsfrist lief bis zum 1. Juli 2021 und die Aufbrauchsfrist bis zum 1. Juli 2022.